# سرزمین بلاصاحب

سرزمین بدون ادعا در سرزمین‌های ادعایی در جنوبگان به نام سرزمین ماری برد

در حقوق بین‌الملل سرزمین بلاصاحب (به لاتین: Terra nullius) به سرزمینی گفته می‌شود که تحت حاکمیت کشوری در نیامده، یا حکومتی به صراحت یا به‌طور ضمنی حاکمیتش را بر آن سرزمین بیان نکرده‌است.